# Kosterij (Ferwerd)

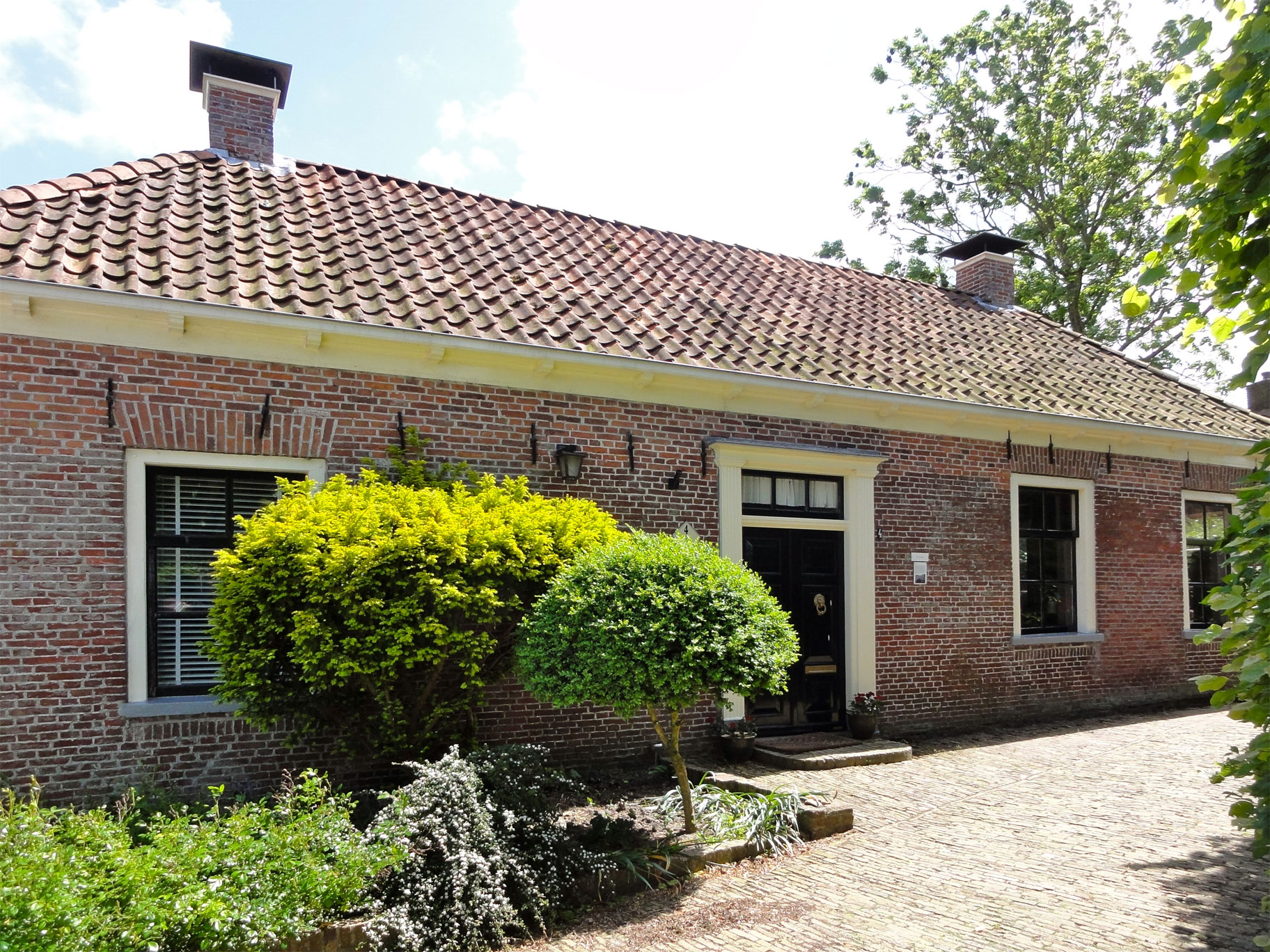
De Kosterij aan het Kerkpad in Ferwerd

De Kosterij in de Friese plaats Ferwerd is een monumentaal pand aan het Kerkpad 4, dat vroeger gebruikt werd als woonhuis van de plaatselijke koster annex schoolmeester.

## Geschiedenis
De Kosterij is een pand, dat dateert uit het begin van de 19e eeuw. Stenvert noemt 1799 als bouwjaar. Volgens Van Dijk is het achterste gedeelte van het huis ouder, dat gedeelte van de woning zou dateren uit het begin van de 17e eeuw. In dit achterste gedeelte van het huis stookte de koster de turven voor de stoven in de kerk. In de rechtergevel zijn oude middeleeuwse Friese moppen verwerkt. De Kosterij werd ook wel het Schoolhuis genoemd. Dat had te maken met de dubbele functie van de koster, die deze functie combineerde met die van schoolmeester. De woning heeft dienstgedaan als onderwijzerswoning tot de bouw van de nieuwe openbare school. Van een van die schoolmeesters, Ritske Clewits (1812-1894), is de naam in een van de ramen gekrast. Het hoofd der school ging vanaf die tijd wonen in een herenhuis aan de Marrumerweg. De Kosterij kreeg vanaf die tijd particuliere bewoners.
De Kosterij is erkend als rijksmonument.